# Tatulus
 (novembre 2014).
Si vous disposez d'ouvrages ou d'articles de référence ou si vous connaissez des sites web de qualité traitant du thème abordé ici, merci de compléter l'article en donnant les références utiles à sa vérifiabilité et en les liant à la section « Notes et références ».
Flavius Tatulus fut un riche notable de Pannonie. Nous ne savons presque rien sur sa famille, si ce n'est qu'il fut d'origine germanique. Il sut se faire apprécier par l'Empereur romain d'Occident Valentinien III qui lui offrit une somptueuse villa en Pannonie. Il fut le père du patrice Oreste, et, donc, le grand-père paternel de Romulus Augustule.
```
Tatulus 
 1) ép. X
 │
 ├─De 1 
Flavius Oreste
 (?-† 
476
), Régent de l'Empire. 
 │
 │
 ├─De 1 Paul (?-† 
476
), Comte de l'Empire. 
 │
 │
 ├─De 1 
Tibère
 (?-† après 
476
), Seigneur de la Colline.
```